# Chicane

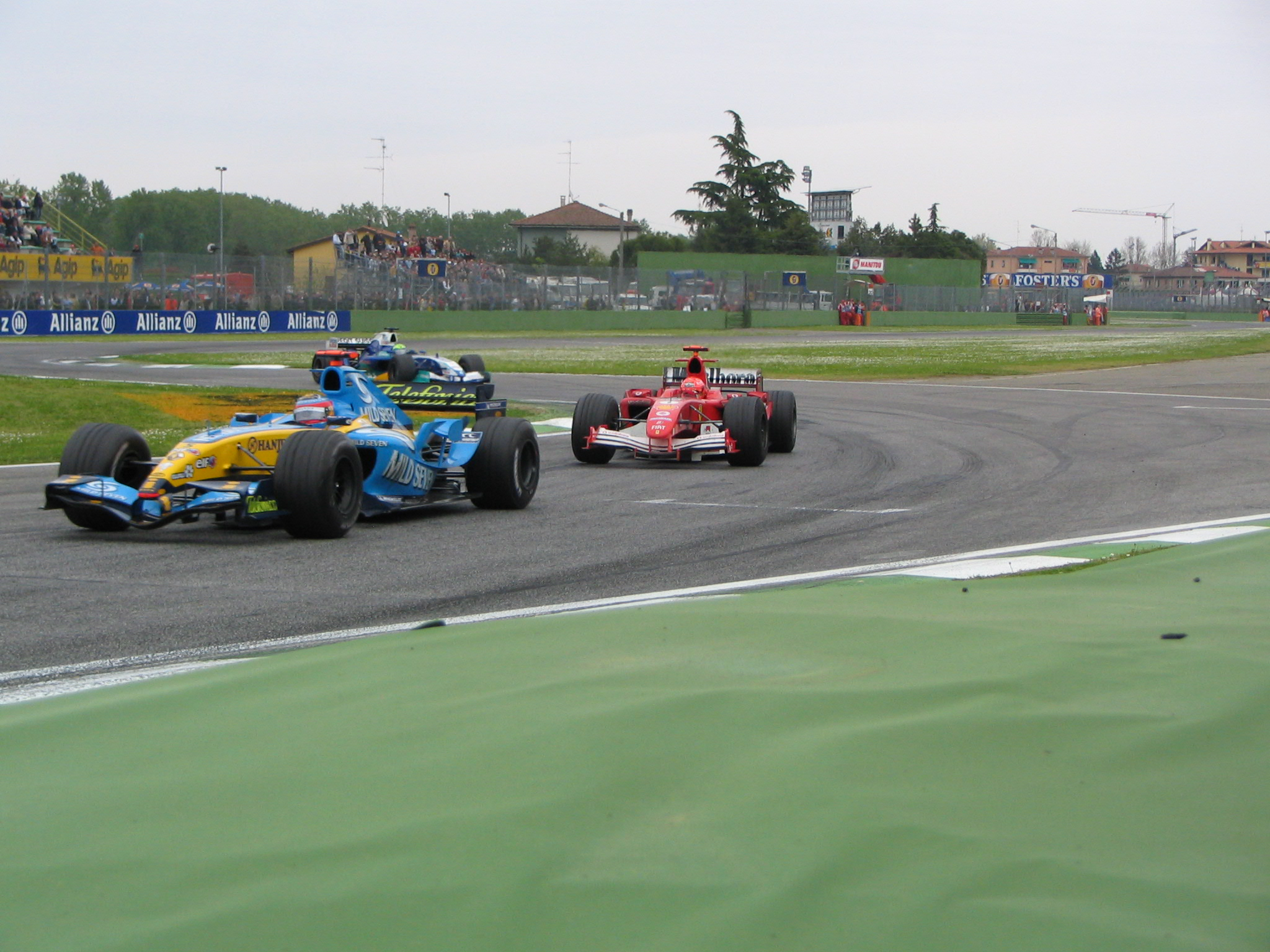
Una chicane en un circuito.

Una chicane es una serie de curvas pronunciadas cuyo fin es reducir la velocidad. Es utilizado en circuitos de carreras de vehículos motorizados. Cabe mencionar que también son conocidos con el nombre de chicane algunos dispositivos instalados en la vía pública con el fin de reducir la velocidad del vehículo que los transita.

## Información

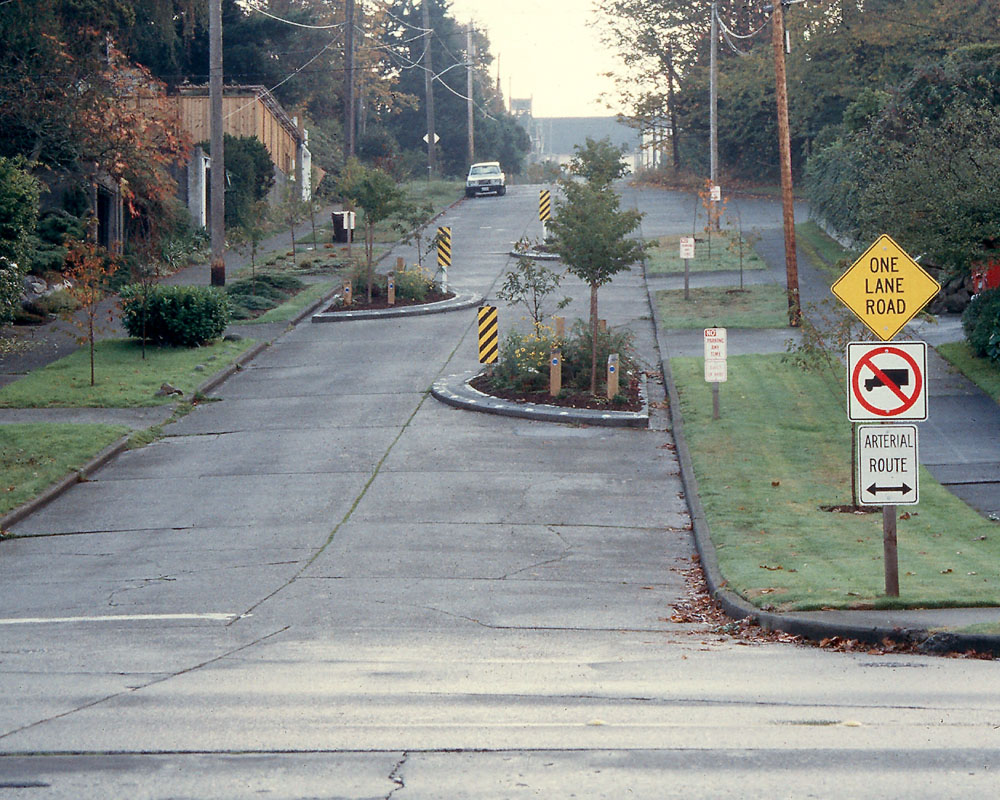
Una chicane en la vía pública.

En los circuitos de carreras se compone de una serie de curvas apretadas y normalmente en forma de S, o bien dos curvas, una al principio y otra al final de una pequeña recta, con el propósito de frenar la velocidad de paso por esa zona. Normalmente estas curvas se colocan al final de las rectas principales, lo que hace que estos lugares sean importantes puntos de adelantamiento.
Se ha criticado a la FIA por insertar chicanes en puntos críticos de ciertos circuitos, argumentando que se pierde la esencia de algunos circuitos míticos como el de Le Mans, el de Spa-Francorchamps o el de Monza entre otros.
Algunos circuitos presentan chicanes "opcionales". Mientras que se emplean en las categorías superiores, en las categorías más lentas se puede evitar la chicane porque los automóviles no son capaces de conseguir las elevadas velocidades que harían necesario su uso.
En la Fórmula 1, el vehículo que se salte la chicane atravesándola por fuera del asfalto debe ceder su puesto en carrera en el caso de que hubiese otro automóvil a su nivel, con o sin posibilidad de adelantamiento.
El término se utiliza también en otro tipo de carreras, como por ejemplo el bobsleigh, a la hora de indicar características similares en el trazado.

## Fonética
En España es habitual pronunciar chicane como "Chicán", que es la pronunciación más cercana al francés, mientras que en Hispanoamérica es común pronunciarlo y escribirlo como "Chicana".